# قایق گشتی کلاس طوفان
قایق گشتی کلاس طوفان (به انگلیسی: Storm-class patrol boat) یک کلاس از کشتی است که طول آن 36.5 m (120 ft) می‌باشد.